# ルベーグの被覆補題
トポロジーにおけるルベーグの被覆補題（英: Lebesgue covering lemma）あるいはルベーグ数の補題（英: Lebesgue's number lemma）はアンリ・ルベーグに因むコンパクト距離空間の研究における有用な補題であって、次のことを主張する：
距離空間 {\displaystyle (X,d)} がコンパクトであり、{\displaystyle X} の開被覆が与えられたなら、ある数 {\displaystyle \delta >0} が存在して、{\displaystyle \delta } 未満の直径を持つ {\displaystyle X} のどんな部分集合もその被覆のある元に含まれる。
そのような数 {\displaystyle \delta } はその被覆のルベーグ数と呼ばれる。ルベーグ数の概念そのものも他の応用へ有用である。

## 証明
{\displaystyle {\mathcal {U}}} を {\displaystyle X} の開被覆とする。{\displaystyle X} はコンパクトだから有限部分被覆 {\displaystyle \{A_{1},\ldots ,A_{n}\}\subseteq {\mathcal {U}}} を抜き取ることができる。
各 {\displaystyle i\in \{1,\ldots ,n\}} に対して、{\displaystyle C_{i}:=X\setminus A_{i}} とおいて、関数 {\displaystyle f:X\to \mathbb {R} } を {\displaystyle f(x):={\frac {1}{n}}\sum _{i=1}^{n}d(x,C_{i})} で定める。
{\displaystyle f} はコンパクト集合上で連続だから、最小値 {\displaystyle \delta } を取る。鍵となる観察は {\displaystyle \delta >0} である。もし {\displaystyle Y} が {\displaystyle \delta } 未満の直径を持つ {\displaystyle X} の部分集合なら、ある {\displaystyle x_{0}\in X} に対して {\displaystyle Y\subseteq B_{\delta }(x_{0})} となる。ここで {\displaystyle B_{\delta }(x_{0})} は半径 {\displaystyle \delta } 中心 {\displaystyle x_{0}} の球を表す（よって {\displaystyle x_{0}} は {\displaystyle Y} の任意の点としてよい）。{\displaystyle f(x_{0})\geq \delta } であるから、少なくともひとつ {\displaystyle i} が存在して {\displaystyle d(x_{0},C_{i})\geq \delta } が成り立つ。ところがこのことは {\displaystyle B_{\delta }(x_{0})\subseteq A_{i}} を意味し、したがってとくに {\displaystyle Y\subseteq A_{i}} である。

## 別証明
{\displaystyle {\mathcal {U}}} を {\displaystyle X} の開被覆とする。どんな {\displaystyle \delta >0} に対しても {\displaystyle V_{\delta }=\{x\in X|\exists U_{x}\in {\mathcal {U}},\forall x'\in X,d(x,x')\leq \delta \Rightarrow x'\in U_{x}\}} は開集合である。なぜなら、各 {\displaystyle x\in V_{\delta }} に対して、{\displaystyle X\setminus U_{x}} と {\displaystyle x} の周りのコンパクト {\displaystyle \delta }-球の間には正の距離 {\displaystyle \varepsilon } があるから、開 {\displaystyle \varepsilon }-球もまた {\displaystyle V_{\delta }} に含まれる。
族 {\displaystyle \{V_{\delta }|\delta >0\}} もまた {\displaystyle X} の開被覆である。{\displaystyle X} はコンパクトだから、{\displaystyle X} は有限個の {\displaystyle V_{\delta }} の和に既に含まれている。また {\displaystyle \delta <\delta '} に対して {\displaystyle V_{\delta }\supseteq V_{\delta '}} となるから、それら有限個は全て、その中のひとつに含まれている。よってある {\displaystyle \delta >0} に対して {\displaystyle X=V_{\delta }} が成り立つ。この {\displaystyle \delta } はルベーグ数である。